# Alice au pays des merveilles (film, 2010)
Pour les articles homonymes, voir Alice au pays des merveilles (homonymie).
Série
Alice de l'autre côté du miroir
(2016)
Pour plus de détails, voir Fiche technique et Distribution.
Alice au pays des merveilles (Alice in Wonderland) est un film américain réalisé par Tim Burton et écrit par Linda Woolverton, sorti en 2010. Il s'agit du 4e « remake live-action » des studios Disney.
Après l’adaptation en long métrage d'animation Alice au pays des merveilles datée de 1951, le studio a mandaté Tim Burton pour réaliser une nouvelle adaptation des romans de Lewis Carroll, intitulés Les Aventures d'Alice au pays des merveilles (1865) et De l'autre côté du miroir, et ce qu'Alice y trouva (1871). C'est un gros succès du box-office mondial. Le film utilise une technique de combinaison entre les prises de vue réelle et l'animation. Le film a remporté deux Oscars lors de la 83e cérémonie des Oscars en 2011.
La suite du film, Alice de l'autre côté du miroir, est sortie en 2016.

## Synopsis
Alice Kingsleigh, âgée de 19 ans, troublée par un étrange rêve récurrent depuis son plus jeune âge et pleurant la perte récente de son père, va à une fête dans le jardin du domaine de Lord Ascot avec sa mère, Helen. Là-bas, elle fait face à des fiançailles forcées avec le fils du Lord Ascot, Hamish, et les attentes de la société dans laquelle elle vit, notamment de la part de sa grande sœur Margaret. Incertaine au moment où Hamish lui fait sa demande en mariage, elle s'enfuit de la réception et poursuit un lapin portant un gilet bleu, avant de tomber accidentellement dans un grand terrier sous un arbre. 
Une fois au bout du terrier, et après avoir résolu une énigme pour ouvrir une porte minuscule en changeant de taille grâce au "Gigancake" et la potion "Whiskyrikiki", elle atterrit dans une forêt où elle est accueillie par le Lapin Blanc, le Loir, le Dodo, les Fleurs qui parlent, et Tweedledum et Tweedledee. Le petit groupe se dispute cependant pour s'avoir si la Alice qui se trouve devant eux est « la vraie Alice », celle qui vaincra le Jabberwocky de la Reine Rouge lors du "Jour Frabieux", et rendra le pouvoir à la Reine Blanche, comme l'avait prédit Absolem la chenille dans son épitomé nommé "Oraculum". Le groupe se fait plus tard attaquer par le Bandersnatch et un groupe de soldats-cartes à jouer menés par le Valet de Cœur, Illosovic Stayne. Alice, Tweedledum et Tweedledee s'enfuient dans les bois, tandis que bon nombre des personnes composant le groupe se font capturer par les soldats. Le Valet vole par ailleurs le parchemin de la Chenille pendant l'émeute, tandis que Le Loir laisse les autres derrière lui avec en sa possession l'un des yeux du Bandersnatch. Tweedledum et Tweedledee sont ensuite capturés par l'Oiseau Jobbard de la Reine Rouge, laissant Alice continuer sa route seule et blessée au bras par le Bandersnatch.
Le Valet informe la Reine Rouge, Iracebeth, du potentiel retour d'Alice au Pays des Merveilles et la menace de son règne par cette dernière quant à la prophétie d'Absolem. Aussitôt, la Reine Rouge ordonne à ce dernier et à ses soldats, accompagnés du chien Bayard (un chien parlant dont la famille est menacée de leur vie par la Reine Rouge), de trouver Alice. Pendant ce temps, Alice, quoique blessée par le Bandersnatch, rencontre le Chat du Cheshire, qui accepte de lui faire un bandage de fortune sur sa blessure avant de la guider jusqu'au Lièvre de Mars et au Chapelier Fou. Ce dernier reconnaît aussitôt Alice et prend sa défense face à ses compères qui pensent toujours qu'elle n'est pas celle qu'elle prétend être. Les retrouvailles sont de courtes durée car le Valet de cœur arrive pour interroger le joyeux trio avec Bayard. Pour éviter à Alice d'être repérée, le Chapelier Fou la rapetisse davantage et la fait entrer dans une théière qu'il cache aux yeux du Valet grâce à la complicité de Bayard. Une fois les ennuis passés, Le Chapelier emmène Alice jusqu'à l'endroit où le Jabberwocky a autrefois semé la désolation et fait perdre le titre de Reine à Mirana, la Reine Blanche, en affirmant que la Reine Rouge sème la désolation sur le pays des Merveilles depuis qu'elle a subtilisé le pouvoir de sa jeune sœur. Puis, entendant Bayard et les cavaliers rouges approcher, le Chapelier aide Alice à échapper aux gardes en lançant son chapeau et cette dernière accroché à celui-ci par delà une rivière, avant de se laisser capturer par les soldats rouges. Plus tard, Bayard trouve Alice et explique la raison de sa collaboration avec la Reine Rouge ainsi que sa mission de ramener Alice à Marmoréal, où vit la Reine Blanche, mais cette dernière veut d'abord sauver le Chapelier retenu à Salazen Grum, au château de la Reine Rouge. 
Alice arrive en toute discrétion grâce à sa petite taille dans le château de la Reine Rouge pendant une partie de croquet de flamants roses. Alice décide pour autant de sauver un hérisson servant de balle pour le jeu, puis se fait aider par MacTwist, le lapin blanc, en grandissant grâce au "Gigancake" de ce dernier. La Reine Rouge intervient, ne comprenant pas ce qu'il arrive et découvre une Alice beaucoup trop grande par rapport à d'habitude derrière un bosquet. Alice se fait renommer "Eum D'Ombrage" grâce à MacTwist et brode un mensonge pour entrer parmi les sujets de la Reine Rouge, en prétextant vouloir la voir et espérant être accueillie par rapport à sa différence (ici, sa taille démesurée). La Reine Rouge, ignorant la véritable identité d'Alice, l'accueille dès lors en invitée, ce qui ne passe pas inaperçu aux yeux de Stayne, son Valet. Alice apprend plus tard que l'épée vorpaline, la seule arme capable de vaincre le Jabberwocky lors du "Jour Frabieux", est gardée dans l'antre du Bandersnatch, au cœur du château, auquel MacTwist la guide. Le Valet tente de séduire Alice, mais est rejeté par cette dernière. Un sujet rapporte cette entrevue à la Reine Rouge, qui convoque Stayne, folle de rage. Ce dernier échappe à la décapitation en mentant sur le fait que c'est Alice qui soit venue le séduire, ce à quoi la Reine rétorque à ce que ce soit elle qui soit décapitée. 
Pendant ce temps, Alice trouve l'épée et devient amie avec le Bandersnatch en lui rendant son œil, récupéré du Loir. Alors qu'elle était cernée et mise dos au mur sur son identité par Stayne, elle s'enfuit sur le dos du Bandersnatch et amène l'épée vorpaline à la Reine Blanche, à Marmoréal. Cette dernière redonne au passage à Alice sa taille normale grâce à une potion Rikiki faite-maison, avant que cette dernière ne reçoive une entrevue avec Absolem, la questionnant toujours sur qui elle est. Pendant ce temps, Le Chat du Cheshire sauve le Chapelier de l'exécution en prenant sa place et sa forme, tandis que le Chapelier appelle à la rébellion des servants du Pays des Merveilles rendus en esclavage contre la Reine Rouge. La rébellion est cependant rapidement calmée par l'Oiseau Jobbard, mais les résistants fuient jusqu'au château de la Reine Blanche, et les deux camps commencent à préparer des armées pour une bataille qui s'annonce décisive. 
Cependant, pour vaincre le Jabberwocky, un champion est demandé, auquel seule Alice semble répondre aux attentes de la prophétie d'Absolem. Perdue, elle retrouve ce dernier, qui commence doucement se métamorphoser. Ce dernier lui ramène plusieurs souvenirs d'Alice lorsqu'elle était venue pour la première fois au Pays des Merveilles étant petite fille, ce qui prouve à la jeune femme que le monde dans lequel elle se trouve est bien réel. Absolem convainc Alice dans ses dernières paroles qu'elle doit vaincre le Jabberwocky, au risque que le Pays des Merveilles ne disparaisse pour de bon, juste avant de devenir une chrysalide.
Lors du « Jour Frabieux », la Reine Blanche et la Reine Rouge rassemblent leurs armées sur un champ de bataille ressemblant à un échiquier, et envoient Alice et le Jabberwocky se battre en combat singulier. Encouragée par les conseils de son père défunt, Alice vainc le Jabberwocky dans les ruines autour du champ de bataille dans un saut final, décapitant le monstre d'un seul coup. Le Jabberwocky étant mort, La Reine Rouge perd sa couronne et son autorité sur son armée qui refuse de lui obéir. Par ailleurs, tous les soldats de la Reine Rouge démissionnent pour échapper à la décapitation. Comme punition pour leurs crimes contre le Pays des Merveilles et par principe de ne pas tuer, la Reine Blanche fraîchement recouronnée condamne la Reine Rouge et le Valet de Cœur à l'exil perpétuel du Pays des Merveilles. En entendant cette annonce, le Valet tente de tuer la Reine Rouge, mais elle est sauvée juste à temps par le Chapelier avant de se faire emmener par ses anciens soldats. Après une prestation du Chapelier de la "Guiguendélire" pour la victoire de la Reine Blanche sur le "Jour Frabieux", la Reine Blanche donne à Alice en récompense une fiole du sang du Jabberwocky, lui permettant de créer tout ce qu'elle désire. Alice décide de rejoindre son monde après avoir dit adieu à ses amis, en leur promettant de revenir les retrouver un jour prochain. 
De retour en Angleterre, Alice refuse les fiançailles d'Hamish et s'affirme devant ses proches dans l'idée de faire ses propres choix, et impressionne Lord Ascot par son idée de commerce océanique en établissant des routes maritimes vers Hong Kong, ce qui le conduit à la prendre comme apprentie. L'histoire se termine sur Alice qui embarque sur un navire de commerce, ses proches la saluant de loin. Un papillon bleu qu'elle reconnaît comme étant Absolem se pose sur son épaule, avant qu'il ne s'envole au loin...

## Personnages principaux
- Alice Kingsleigh : Jeune fille de presque 20 ans, belle et intelligente, dotée d'une imagination sans borne qui lui attire beaucoup d'ennuis. Elle a une sœur nommée Margaret et une mère nommée Helen. La disparition de son père l'a beaucoup affectée, à tel point qu'elle est devenue presque froide et sarcastique et a perdu quelque peu de ses souvenirs de son voyage précédent au Pays des Merveilles. Alice a beaucoup de respect pour Mirana, la reine blanche, et aime beaucoup le Chapelier Fou, ce dont il lui est sans doute redevable, car il sera d'ailleurs le seul à la reconnaître quand elle reviendra au Pays des Merveilles. Lorsqu'elle se présentera à la cour de la Reine Rouge, sous le nom de « Eum », Ilosovic Stayne, le valet de celle-ci tombera amoureux d'Alice.
- Le Chapelier Fou : Son vrai nom est Tarrant Hightopp, on sait peu de choses sur son passé à part qu'il était chapelier de la Reine Blanche et qu'ils étaient très amis. Toujours coiffé de son inséparable chapeau haut de forme, sa seule occupation pendant l'absence d'Alice était de boire le thé avec ses compagnons le Loir et le Lièvre de Mars. Il voue une certaine affection pour Alice et déteste la Reine Rouge. Son rival n'est autre que Stayne, son valet. Ils se haïssent mutuellement et s'affrontent à la fin du film.
- Mirana, la Reine Blanche : Elle est la sœur d'Iracebeth et a beaucoup d'affection pour elle, mais malheureusement ce n'est pas réciproque. Exilée à Marmoréal par sa sœur, elle y mène pourtant une bonne existence entourée de ses sujets. Pleine de sagesse, Mirana est aimée de tous mais demeure bien mystérieuse.
- Iracebeth, la Reine Rouge : C'est une reine pleine de méchanceté, et c'est la Reine du Pays des Merveilles. Cruelle et capricieuse, elle passe son temps à ordonner la décapitation de ceux qui la blessent ou qui l'irritent, sans scrupule et ce même parmi ses servants. Elle a beaucoup d'affection pour son assistant Illosovic Stayne, le Valet de Cœur mais celui-ci ne semble pas ressentir la même chose pour elle. C'est elle qui garde le Jabberwocky, la créature qu'elle utilise pour semer la terreur au Pays des Merveilles. À noter aussi, c'est elle, qui avait décapité son ancien mari, le roi.

## Fiche technique
- Titre original : Alice in Wonderland
- Titre français : Alice au pays des merveilles
- Réalisation : Tim Burton
- Scénario : Linda Woolverton, d'après les romans de Lewis Carroll
- Musique : Danny Elfman
- Décors : Robert Stromberg
- Costumes : Colleen Atwood
- Photographie : Dariusz Wolski
- Montage : Chris Lebenzon
- Production : Tim Burton, Joe Roth, Jennifer Todd, Suzanne Todd (en) et Richard D. Zanuck
- Sociétés de production : Walt Disney Pictures et The Zanuck Company
- Société de distribution : Walt Disney Pictures
- Budget de production (Estimation) : 200 000 000 $[1]
- Pays de production :  États-Unis
- Langue originale : anglais
- Format : couleur - 35 mm - SDDS
- Genre : aventure, fantasy
- Dates de sortie : 
  - États-Unis : 5 mars 2010
  - Canada : 5 mars 2010
  - France : 24 mars 2010
  - Belgique : 10 mars 2010
- Classification :
  - États-Unis : PG
  - France : tous publics

## Distribution
- Mia Wasikowska (VF : Karine Foviau ; VQ : Romy Kraushaar-Hébert[2]) : Alice Kingsleigh
  - Mairi Ella Challen (VF : Clara Quilichini) : Alice à 6 ans
- Johnny Depp (VF : Bruno Choël ; VQ : Gilbert Lachance) : Le Chapelier Fou
- Helena Bonham Carter (VF : Laurence Bréheret ; VQ : Pascale Montreuil) : La Reine Rouge, Iracebeth
- Anne Hathaway (VF : Caroline Victoria ; VQ : Geneviève Désilets) : La Reine Blanche, Mirana
- Crispin Glover (VF : Xavier Béja ; VQ : Frédéric Paquet) : Le Valet de Cœur, Ilosovic Stayne
- Matt Lucas (VF : Philippe Bozo ; VQ : Martin Watier) : Tweedledee et Tweedledum
- Michael Sheen (VF : William Coryn ; VQ : Tristan Harvey) : Le Lapin Blanc, Nivens McTwisp
- Paul Whitehouse (VF : Pierre Tessier ; VQ : Benoit Éthier) : Le Lièvre de Mars
- Christopher Lee (VF : Pierre Hatet ; VQ : Guy Nadon) : Le Jabberwocky
- Alan Rickman (VF : Bernard Dhéran ; VQ : René Gagnon) : La Chenille, Absolem
- Stephen Fry (VF : Bernard Alane ; VQ : Patrice Dubois) : Le Chat du Cheshire
- Barbara Windsor (VF : Blanche Ravalec ; VQ : Chantal Baril) : Le loir Mallymkun[3]
- Timothy Spall (VF : Vincent Grass ; VQ : Stéphane Rivard) : Le chien Bayard
- Michael Gough (VF : Jean-Bernard Guillard) : Le Dodo
- Marton Csokas (VF : Bernard Bollet ; VQ : Daniel Picard) : Charles Kingsleigh
- Lindsay Duncan (VQ : Claudine Chatel) : Helen Kingsleigh
- John Hopkins (VF : Anatole de Bodinat) : Lowel
- Jemma Powell : Margaret Manchester
- Frances de la Tour (VQ : Johanne Garneau) : Tante Imogene
- Tim Pigott-Smith (VF : Max André ; VQ : Denis Mercier) : Lord Ascot
- Geraldine James (VQ : Élise Bertrand) : Lady Ascot
- Leo Bill (VF : Stéphane Ronchewski) : Hamish Ascot
- Eleanor Tomlinson (VF : Caroline Espargilière) : Fiona Chataway
- Eleanor Gecks (VF : Barbara Tissier) : Faith Chataway
- Lucy Davenport : Lady aux grandes oreilles
- Holly Hawkins : Lady au long nez
- Jessica Oyelowo : Lady à la grosse poitrine
- Imelda Staunton : Les fleurs

- Version française
  - Société de doublage : Dubbing Brothers
  - Direction artistique : Barbara Tissier
  - Adaptation : Houria Belhadji

 Source et légende : version française (VF) sur RS Doublage, AlloDoublage, Doublage Québec. et selon le carton du doublage français cinématographique.

## Box-office et chiffres de vente
| Pays ou région      | Box-office        | Date d'arrêt du box-office | Nombre de semaines |
| ------------------- | ----------------- | -------------------------- | ------------------ |
| Mondial             | 1 025 467 110 USD | 27 mai 2010                | 12                 |
| États-Unis - Canada | 334 191 210 USD   | 27 mai 2010                | 12                 |
| France              | 4 536 669 entrées | 18 mai 2010                | 11                 |

116,3 millions $ récoltés, dans 3 728 cinémas, en 3 jours d'exploitation sur le sol américain et 94 millions engrangés dans les autres pays. Alice au pays des merveilles réalise 210,3 millions $ en 3 jours dans le monde.
Le 27 mai 2010, Alice au pays des merveilles est le sixième film à passer la barre du milliard de dollars au box-office mondial.
- Nombre d'entrées en France : 4 536 669[13]
- Recettes USA : 334 191 110 $
- Recettes mondiales : 1 024 391 110 $
- Ventes DVD : 4 236 561, soit 75 507 269 $[14]
- Recettes totales (DVD + Box-Office) : 1 099 898 379 $

## Production

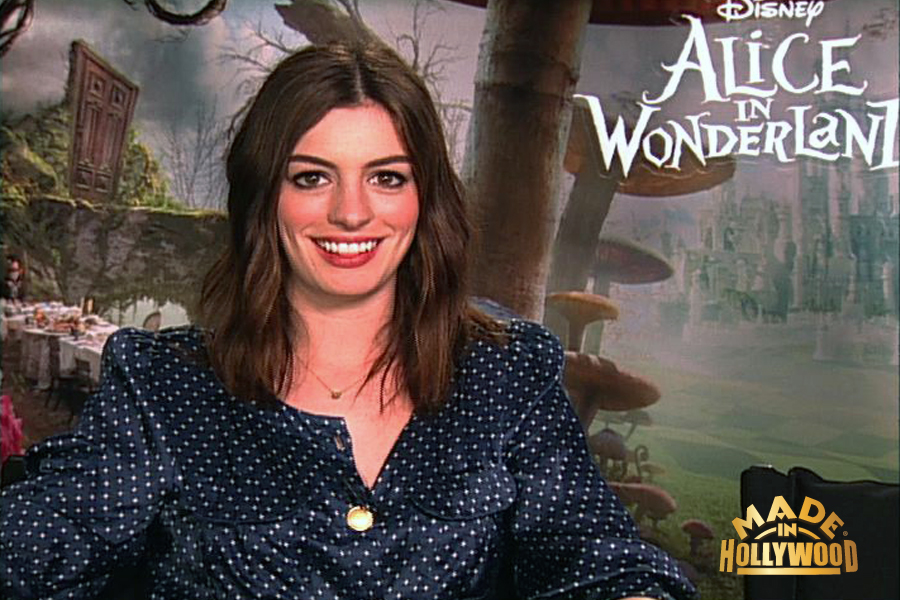
L'actrice Anne Hathaway lors de la promotion du film.

En avril 2007, Walt Disney Pictures demande au réalisateur Joe Roth et à la scénariste Linda Woolverton de développer un film en prise de vue réelle sur Alice. En novembre 2007, Tim Burton signe avec Disney pour réaliser deux films avec la technologie Disney Digital 3-D, dont la nouvelle adaptation d'Alice.
Le premier choix de Tim Burton pour l'actrice incarnant le rôle d'Alice était Frances Cobain, mais celle-ci l'ayant refusée, il choisit Mia Wasikowska.

## Controverses sur la date de sortie

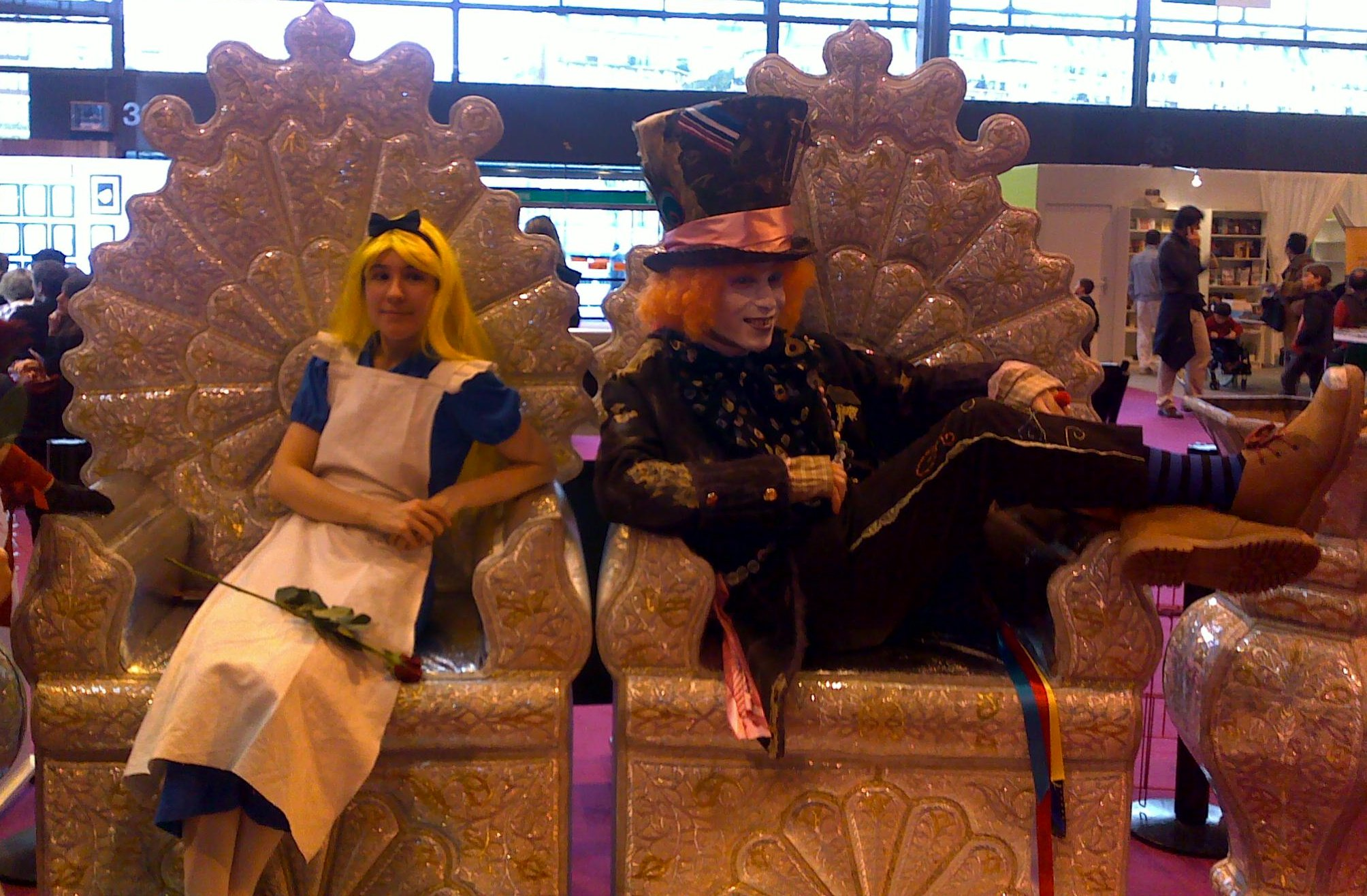
Cosplay d'Alice au pays des merveilles au Salon du livre 2010.

La date de sortie du film a été annoncée aux États-Unis pour le 5 mars 2010. Fin novembre 2009, la date de sortie francophone, initialement prévue pour le 24 mars 2010, avait été repoussée au 7 avril 2010, pour des raisons inconnues. Le 2 février 2010, Disney a annoncé que le film sortirait à la date initialement prévue, le 24 mars.
Le 11 février 2010, Walt Disney Studios Distribution annonce vouloir sortir le DVD du film trois mois après sa sortie en salles dans tous les pays où la loi le lui permet, soit le 1er juin pour la sortie aux États-Unis. Mais traditionnellement la sortie en DVD se fait après 6 mois d'exploitation en salles. En réaction à cette annonce, la plupart des sociétés d'exploitation de cinéma ont annoncé leur intention de boycotter le film :
- aux États-Unis, le 19 février, AMC Entertainment, second exploitant avec 4 500 salles dans le monde, a annoncé son intention de boycotter le film[21].
- en Belgique, plusieurs exploitants (UGC, Euroscoop, Acinapolis, Cinepointcom, Imagix, Utopolis, Les Grignoux et Kinepolis) soit 85 % des salles ont voté pour le boycott du film[22], mais à la suite d'un accord passé avec Disney, le film sera bien diffusé à partir du 10 mars 2010 dans toutes ces salles[23].
- au Royaume-Uni, 
  - le 19 février, Cineworld (150 salles) est parvenu à un accord avec Disney concernant la distribution du film[24]
  - le 27 février, Vue Entertainment (69 complexes, soit plus de 650 salles) parvient lui aussi à un accord avec Disney[25]
  - la société Odeon Cinemas (110 salles et 22 en Italie) menace toujours de ne pas diffuser le film[26].
- aux Pays-Bas, le 2 mars, la société Pathé a annoncé que le film sera diffusé dans ses 12 cineplex[27].

Ailleurs en Europe, le délai légal est de quatre mois pour les pays suivants : France, Allemagne, Danemark, Suisse, Espagne et Portugal. En France, ce délai est imposé. D'après la presse, l'accord avec les sociétés d'exploitations aurait été obtenu grâce à la définition d'un caractère d'exception pour quatre films par an, pouvant avoir une sortie en DVD seulement trois mois après celle en salle.

## Bande originale
Avril Lavigne a écrit et interprété la chanson du générique de fin du film : Alice, qui paraît sur un album spécial, intitulé Almost Alice, contenant des chansons d'artistes inspirées du film et de l'univers d'Alice.

## Distinctions

### Récompenses
- 83e cérémonie des Oscars
  - Meilleure direction artistique
  - Meilleure création de costumes
- 64e cérémonie des British Academy Film Awards
  - Meilleurs costumes
  - Meilleurs maquillages et coiffures
- 15e cérémonie des Satellite Awards
  - Meilleurs effets spéciaux

### Nominations
- 83e cérémonie des Oscars
  - Meilleurs effets visuels
- 68e cérémonie des Golden Globes
  - Meilleur film musical ou comédie
  - Meilleur acteur dans un film musical ou une comédie : Johnny Depp
  - Meilleure musique de film : Danny Elfman
- 64e cérémonie des British Academy Film Awards
  - Meilleurs effets visuels
  - Meilleure direction artistique
  - Meilleure musique de film : Danny Elfman
- 15e cérémonie des Satellite Awards
  - Meilleur film d'animation
  - Meilleure direction artistique
  - Meilleure chanson originale : "Alice" écrite et interprétée par Avril Lavigne